# 菅沼俊則
菅沼 俊則（すがぬま としのり、生年不明 - 没年不明）は、室町時代の三河国の人物。菅沼氏庶流の長篠菅沼家第3代当主。

## 生涯
長篠城を築いた菅沼元成の長男として生まれる。母は分かっていない。弟に、都田菅沼家初代当主の菅沼俊弘がいる。父に続いて長篠城を拠点とした。妻はわかっていないが、子に長篠菅沼家第4代当主の菅沼元直がいる。

## 系譜
父：菅沼元成
母：不明
弟：菅沼俊弘
妻：不明
　長男：菅沼元直
　次男：菅沼満直
　三男：菅沼貞俊